# Neutralitatea elvețiană
Neutralitatea elvețiană este unul dintre principiile esențiale ale politicii externe a Elveției, care prevede că Elveția nu trebuie să se implice în conflicte armate sau politice cu alte state. Această politică este autoimpusă și concepută pentru a asigura securitatea externă și pentru a promova pacea.
Elveția are cea mai veche politică de neutralitate militară din lume; nu a mai fost implicată în niciun război străin de când și-a declarat neutralitatea prin Tratatul de la Paris din 1815.
Deși puterile europene (Austria, Franța, Regatul Unit, Portugalia, Prusia, Rusia, Spania și Suedia) au convenit în timpul Congresului de la Viena din mai 1815 faptul că Elveția ar trebui să fie neutră, ratificarea finală a fost amânată până la înfrângerea lui Napoleon Bonaparte, astfel încât unele forțe ale coaliției să poată invada Franța prin teritoriul elvețian. 
Țara are o istorie de neutralitate armată care începe de la Reforma protestată din secolul al XVI-lea; nu a fost în stare de război la nivel internațional din 1815 și nu a aderat la Națiunile Unite până în 2002, adoptând o politică externă activă și fiind frecvent implicată în procesele de consolidare a păcii din întreaga lume.
Potrivit președintelui elvețian, Ignazio Cassis, în 2022, în timpul unui discurs de la Forumul Economic Mondial, legile neutralității pentru Elveția se bazează pe principiile acordului de la Haga, conform cărora „nu participă la războaie; cooperează cu alte state, la nivel internațional, dar nu aderă la nicio alianță militară; nu asigură trupe sau armament statelor aflate în conflict și nu acordă drept de tranzit”.

## Origini

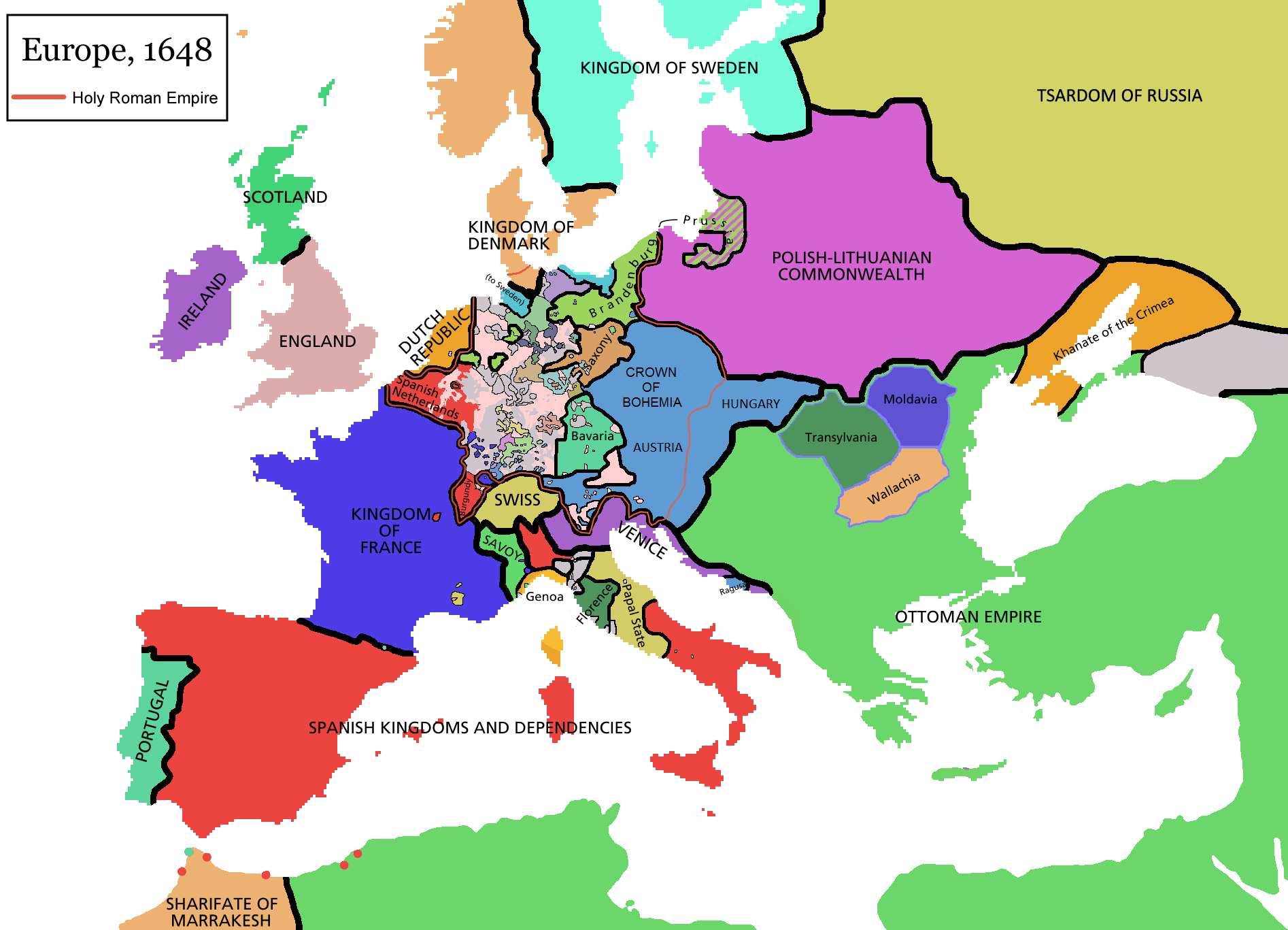
Elveția după pacea din Westfalia, 1648

Începuturile neutralității elvețiene pot fi datate de la înfrângerea Vechii Confederații Elvețiene în bătălia de la Marignano din septembrie 1515 sau de la tratatul de pace semnat de Confederația Elvețiană cu Franța la 12 noiembrie 1516(p241). Înainte de acest moment, Confederația Elvețiană urma o politică externă expansionistă.
Pacea de la Westfalia din 1648 a fost un alt pas important în dezvoltarea neutralității Elveției(p242). Celorlalte țări le-a fost interzis să traverseze teritoriul elvețian, iar Confederația a devenit independentă din punct de vedere juridic de Sfântul Imperiu Roman(p242), chiar dacă fusese independentă de Imperiul de facto încă din 1499.
Invazia Elveției din 1798 de către Prima Republică Franceză a culminat cu crearea unui stat satelit numit Republica Elvețiană. În timp ce prin Constituția Elvețiană din 1798 și Actul de Mediere din 1803 s-a declarat că Franța va proteja independența și neutralitatea Elveției, aceste promisiuni nu au fost respectate(p245). Prin acest ultim act, Elveția a semnat un tratat de alianță defensivă cu Franța(p245). În timpul Restaurației, constituția Confederației Elvețiene și Actul privind neutralitatea Elveției din Tratatului de la Paris au afirmat neutralitatea Elveției(p246).
Istoricii moderni contestă faptul că neutralitatea Elveției datează din anul 1516.  Înainte de 1895, niciun istoric nu a considerat bătălia de la Marignano drept începutul neutralității. Retrodatarea ulterioară trebuie văzută în lumina amenințărilor din 1889 a mai multor puteri majore de a anula neutralitatea acordată Elveției în 1815. O publicație a lui Paul Schweizer, intitulată Geschichte der schweizerischen Neutralität (Istoria neutralității elvețiene), a încercat să arate că neutralitatea elvețiană nu a fost acordată de alte națiuni, ci a fost o decizie pe care poporul a luat-o singur și, prin urmare, nu a putut fi anulată de către alții. Publicația ulterioară cu același nume de Edgar Bonjour, apărută între 1946 și 1975, a extins această teză.

## Războaiele Mondiale

### Primul Război Mondial

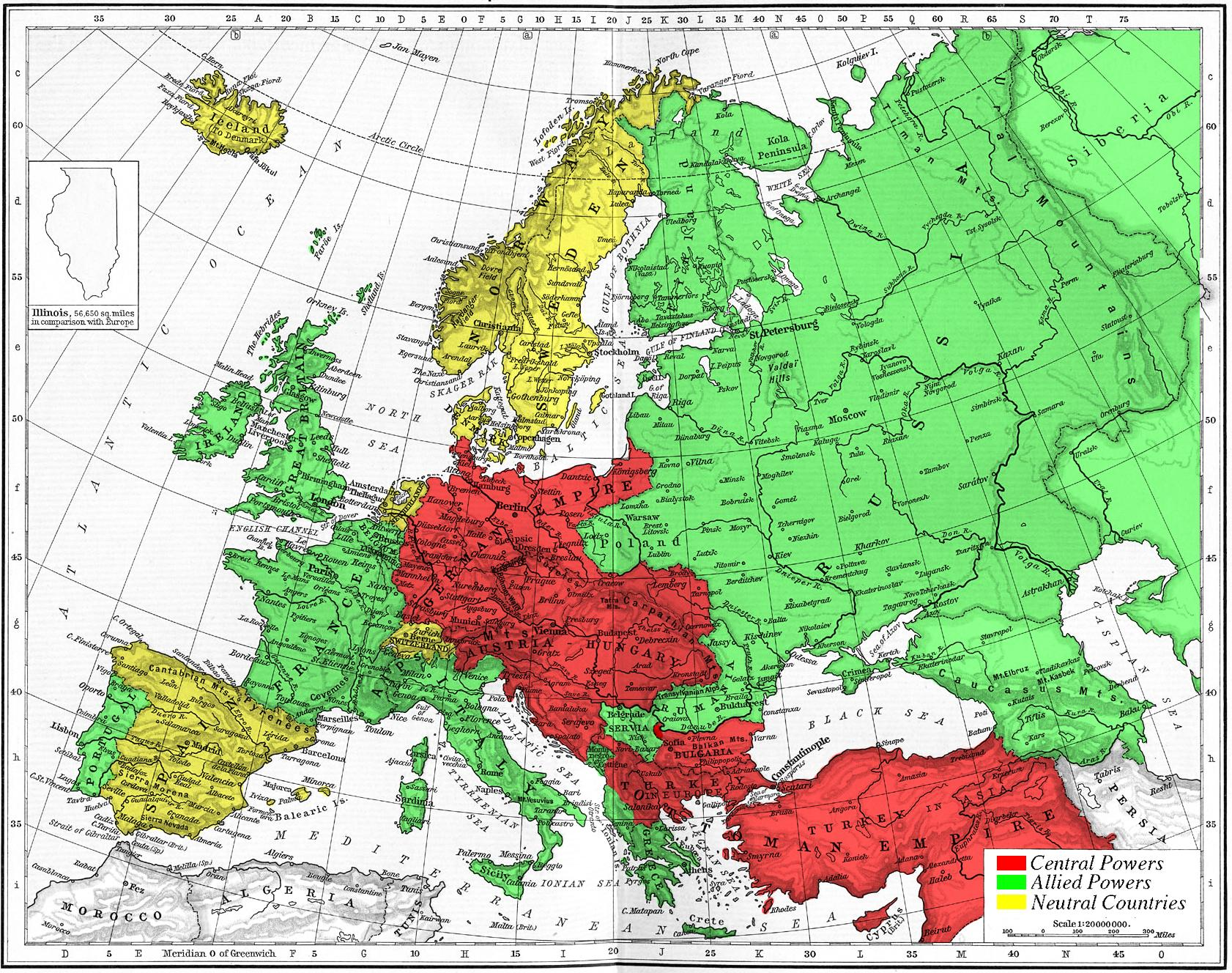
Europa în 1910 cu alianțele din Primul Război Mondial evidențiate. Elveția (galben) s-a văzut înconjurată de membri ai alianțelor opuse

În timpul Primului Război Mondial, Elveția și-a menținut politica de neutralitate, chiar dacă împărțea frontiere terestre cu două dintre Puterile Centrale (Germania și Austro-Ungaria) și două dintre Puterile Aliate (Franța și Italia). Majoritatea vorbitoare de limbă germană din Elveția a susținut Puterile Centrale, în timp ce populațiile vorbitoare de limbă franceză și italiană au susținut Puterile Aliate. Acest lucru a cauzat tensiuni interne; cu toate acestea, țara a reușit să-și mențină neutralitatea.
În 1917, neutralitatea Elveției a fost pusă sub semnul întrebării de către Afacerea Grimm-Hoffmann. Robert Grimm, un politician elvețian socialist, a vizitat Rusia în încercarea de a negocia un tratat de pace separat între Rusia și Germania, pentru a pune capăt războiului de pe Frontul De Est în interesul socialismului. Grimm a fost susținut de Arthur Hoffman, un Consilier Federal Elvețian, care a fost responsabil de Departamentul Politic și a condus Ministerul De Externe. Cu toate acestea, Hoffman nu și-a consultat colegii consilieri cu privire la această inițiativă, iar o telegramă trimisă între Grimm și Hoffman, care a fost făcută publică, a stârnit revolta Puterilor Aliate.

### Perioada interbelică
Liga Națiunilor a recunoscut oficial neutralitatea elvețiană  la 13 februarie 1920. Deși politica nu a fost admirată de toate statele, a fost respectată de alte țări. Ca tribut, Organizația Mondială a ales chiar Geneva ca sa sediu central. De asemenea, a scutit Elveția de obligațiile militare. Cu toate acestea, țara a fost forțată să adopte așa-numita „neutralitate diferențială”, care impunea Elveției să participe la sancțiuni economice, păstrându-și în același timp neutralitatea militară, o politică acceptată inițial pentru a stabili solidaritatea elvețiană cu eforturile internaționale de promovare a unei ordini mondiale pașnice. Cu toate acestea, până în martie 1938, guvernul elvețian s-a împotrivit din ce în ce mai mult acestui tip de neutralitate și a revenit la cea absolută. Schimbarea nu a fost doar un caz în care elvețienii și-au dat seama de valoarea politicilor lor tradiționale, ci a fost atribuită și deteriorării relațiilor economice și politice europene într-o perioadă anterioară celui de-al doilea război mondial.

### Al doilea război mondial
Elveția s-a văzut complet înconjurată de puterile Axei și de teritoriul controlat de Axă în cea mai mare parte a celui de-al Doilea Război Mondial. Germania nazistă a plănuit o invazie a Elveției, iar aceasta s-a pregătit pentru un astfel de incident. La un moment dat, Elveția a mobilizat 850.000 de soldați. Sub conducerea lui Henri Guisan, Elveția și-a dezvoltat planul de redută națională în cazul unei invazii.
Deși Elveția a fost criticată de mulți pentru poziția sa ambiguă în timpul celui de-al Doilea Război Mondial, neutralitatea sa a fost apreciată de mai multe ori de către liderii europeni și non-europeni.
Dintre toate statele neutre, Elveția are cel mai mare drept la distincție... Ce mai contează dacă a fost capabilă să ne ofere avantajele comerciale pe care le dorim sau dacă a oferit prea multe germanilor...? A fost un stat democratic, care a luptat pentru libertatea în legitimă apărare... și a fost în mare măsură de partea noastră.

Winston Churchill, scrisoare către Ministrul de Externe Anthony Eden în 1944.    

Din 1943, Elveția a oprit avioanele americane și britanice, în principal bombardierele, care survolau Elveția în timpul celui de-al Doilea Război Mondial. În timpul a numeroase ocazii în timpul războiului, aeronavele aliate au pătruns în spațiul aerian elvețian; în principal bombardiere aliate avariate care se întorceau din raidurile de deasupra Italiei și Germaniei, ale căror echipaje au preferat internarea de către elvețieni decât să devină prizonieri de război. Peste o sută de echipaje de aeronave aliate au fost internate și plasate în stațiuni de schi care au fost abandonate din cauza lipsei de turiști după izbucnirea războiului. Aceste echipaje urmau să fie ținute acolo până la sfârșitul războiului. Cel puțin 940 de aviatori americani au încercat să evadeze în Franța după invazia Normandiei, dar autoritățile elvețiene au interceptat 183 de internați. Peste 160 dintre acești aviatori au fost încarcerați într-un lagăr de prizonieri elvețian cunoscut sub numele de Wauwilermoos, care era situat lângă Lucerna și comandat de André Béguin, un ofițer elvețian pro-nazist. Internații americani au rămas în Wauwilermoos până în noiembrie 1944, când Departamentul de Stat al SUA a depus proteste împotriva guvernului elvețian și, în cele din urmă, a asigurat eliberarea lor.

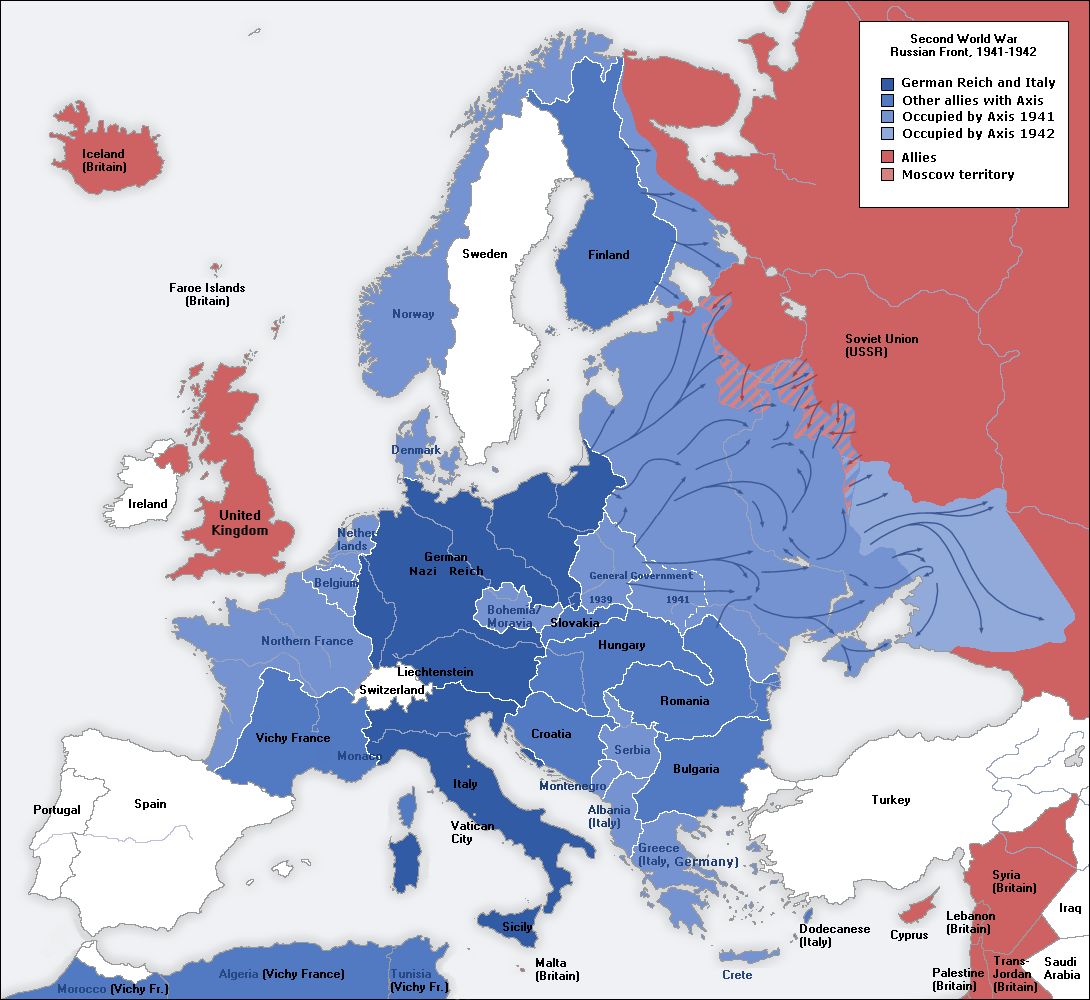
Elveția a fost înconjurată de un teritoriu controlat de Puterile Axei între 1940 și 1944.

Elveția era înconjurată de un teritoriu controlat de Axe; acest lucru însemna că au suferit și ei de pe urma bombardamentelor aliate în timpul războiului – un exemplu în acest sens ar fi când Schaffhausen a fost bombardat accidental de avioanele americane la 1 aprilie 1944, orașul fiind confundat cu Ludwigshafen am Rhein, un oraș german aflat la 284 de kilometri distanță   .
Aceste incidente au pus la încercare neutralitatea Elveției, deoarece au arătat idulgența elvețienilor față de încălcările spațiului aerian aliat. Atentatele au persistat și, în cele din urmă, Elveția a declarat o politică de toleranță zero pentru încălcarea spațiului aerian de către aeronavele Axei sau Aliate și a autorizat atacuri asupra aeronavelor americane.
Elvețienii, deși oarecum sceptici, au reacționat tratând aceste încălcări ale neutralității lor drept „accidente”. Statele Unite ale Americii au fost avertizate că o singură aeronavă va fi forțată să coboare, iar echipajele lor vor avea totuși voie să caute refugiu, în timp ce formațiunile de bombardiere care încalcă spațiul aerian vor fi interceptate. În timp ce politicienii și diplomații americani au încercat să minimizeze daunele politice cauzate de aceste incidente, alții au avut o viziune mai ostilă. Unii comandanți superiori au susținut că, întrucât Elveția era „plină de simpatizanți germani”, merita bombardată. Generalul Henry H. Arnold, comandant general al Forțelor Aeriene ale Armatei SUA, a sugerat faptul că tocmai germanii erau cei care survolau deasupra Elveției cu avioanele aliate capturate, în încercarea de a obține o victorie propagandistică.

## 1945–prezent
După cel de-al Doilea Război Mondial, Elveția a început să se implice mai mult în activitățile umanitare.
A aderat la Națiunile Unite după un referendum din martie 2002. La 10 ani după ce Elveția a aderat la ONU, în voturi înregistrate în Adunarea Generală a Națiunilor Unite, Elveția a ocupat o poziție de mijloc, alăturându-se din când în când cu state membre precum Statele Unite și Israel, iar alteori cu țări precum China. În Consiliul Organizației Națiunilor Unite pentru Drepturile Omului, Elveția s-a poziționat mai mult de partea țărilor occidentale și împotriva țărilor precum China și Rusia.
Elveția a participat la elaborarea Codului internațional de conduită pentru furnizorii de servicii de securitate private (CIC), conceput ca un mecanism de supraveghere a furnizorilor de securitate privați. În septembrie 2015, a fost introdusă o „Lege federală privind serviciile de securitate private prestate în străinătate”, pentru a „[păstra] neutralitatea elvețiană”, așa cum se menționează în primul său articol. Aceasta cere companiilor private de securitate din Elveția declararea tuturor operațiunile efectuate în străinătate și aderarea la CIC. În plus, se precizează faptul că nicio persoană fizică sau morală care intră sub incidența acestei legi nu poate participa direct – sau indirect prin oferta de servicii de securitate privată – la orice ostilități din străinătate. În 2016, Serviciul de Sisteme de Securitate Privată (SSSP), un organ al Departamentului Federal pentru Afaceri Externe responsabil de procedurile definite de noua lege, a primit 300 de cereri de aprobare.
În 2011, Elveția sa înregistrat în calitate de candidat pentru un loc în Consiliul de Securitate al Națiunilor Unite în perioada 2023-2024. Într-un raport din 2015 solicitat de către parlament, guvernul a declarat că un loc elvețian în Consiliul de Securitate ar fi „pe deplin compatibil cu principiile neutralității și cu politica de neutralitate a Elveției”. Oponenții proiectului, cum ar fi fostul ambasador Paul Widmer, consideră că acest loc „ar pune în pericol neutralitatea sa [a Elveției]”.
În 2014, Elveția nu a adoptat sancțiuni UE împotriva Rusiei după anexarea Crimeei, ci a implementat reguli care au prevenit ocolirea sancțiunilor impuse de Uniunea Europeană.
Un sondaj din 2018 a constatat că 95% dintre elvețieni sunt în favoarea menținerii neutralității.

### Conflicte în Orientul Mijlociu
Forțele armate elvețiene au participat la războiul condus de SUA în Afganistan în calitate de observatori, în ceea ce Swiss Broadcasting Corporation a descris ca fiind „prima mobilizare militară a națiunii din 1815”. În timpul invaziei Irakului din 2003, Statele Unite au primit permisiunea de a folosi spațiul aerian elvețian pentru misiuni de supraveghere asupra Irakului.
Elveția trimitea arme în Egipt, Bahrain, Arabia Saudită și Emiratele Arabe Unite, care au fost implicate în intervenția condusă de Arabia Saudită în Yemen.

### Invazia rusă în Ucraina (2022)
În 2022, Elveția a adoptat sancțiunile impuse de Uniunea Europeană împotriva Rusiei ca răspuns la invazia rusă în Ucraina  . În timp ce Elveția urmează reguli definite pentru a rămâne neutră în conflictele militare, a impus sancțiuni pentru această „încălcare gravă a celor mai fundamentale norme ale dreptului internațional [...] în sfera spațiului său politic de acțiune”. Potrivit consilierului federal Viola Amherd, Elveția este implicată doar în misiuni umanitare și nu va permite transporturi directe de arme în zona de război din sau prin teritoriul acesteia. Indiferent de legile actuale care guvernează o țară neutră, multe instituții de presă încă au etichetat acest lucru drept o ruptură cu 500 de ani de neutralitate elvețiană  . Rusia a perceput sancțiunile într-un mod similar, deoarece a respins oferta Elveției de a media conflictul.
În februarie 2022, Elveția a adoptat în continuare sancționarea Rusiei de către Uniunea Europeană și a înghețat multe conturi bancare rusești. Analiștii au spus că această mișcare va afecta economia elvețiană .
În martie 2022, fostul consilier elvețian Christoph Blocher a anunțat inițiativa electorală „Pro Souveräne Schweiz” (PSS), care ar modifica „neutralitatea integrală” a Constituției elvețiene. Dacă este aprobată, sancțiunile economice, de exemplu împotriva Rusiei în 2022, ar constitui o încălcare a neutralității Elveției. Inițiativa programată să fie lansată în toamna anului 2022 este susținută de Partidul Popular Elvețian (PPE) de dreapta.
În aprilie 2022, Departamentul Federal pentru Afaceri Economice a respins cererea Germaniei de a reexporta muniția elvețiană în Ucraina, pe baza neutralității elvețiene. Ministerul Apărării din Elveția a inițiat un raport în mai 2022 care analizează diferite opțiuni militare, inclusiv o cooperare sporită și exerciții militare comune cu NATO. Cu toate acestea, apartenența la NATO rămâne în continuare un subiect care nu îi atrage pe elvețieni. Un sondaj din martie 2022 a constatat că 27% dintre cei chestionați susțin aderarea Elveției la NATO, în timp ce 67% s-au opus. Un alt sondaj realizat în mai 2022 a indicat faptul că 33% dintre elvețieni susțin aderarea la NATO pentru Elveția, iar 56% susțin legăturile strânse cu NATO.
În septembrie 2022, Parlamentul Elveției a votat împotriva unei revizuiri a propriei legi pentru a impune sancțiuni independente. Prin urmare, Elveția poate adopta în continuare doar sancțiuni impuse de Consiliul de Securitate al Națiunilor Unite, UE sau OCDE.

## Critici
Neutralitatea elvețiană a fost pusă la îndoială uneori, în special în ceea ce privește rolul Elveției în timpul celui de-al Doilea Război Mondial și al CICR, aurul nazist furat(și mai târziu în timpul Operațiunii Gladio), legăturile sale economice cu regimul de apartheid din Africa de Sud și, mai recent, în cazul de spionaj Crypto AG     .